# Clearfield (Utah)
Clearfield – miasto (city) w hrabstwie Davis, w północnej części stanu Utah, w Stanach Zjednoczonych, położone nieopodal Wielkiego Jeziora Słonego, w zespole miejskim Ogden-Clearfield. W 2013 roku miasto liczyło 30 467 mieszkańców.
Zasiedlone w 1877 roku, Clearfield oficjalnie założone zostało w 1922 roku. Status miasta uzyskało w 1946 roku. Początkowo była to osada rolnicza, a obecnie rezydencjalne przemieście Ogden.
W sąsiedztwie miasta znajduje się baza wojskowa Hill Air Force Base.